# فتاة أحلامي
فتاةُ أحلامي (بالإنجليزية: Girl of My Dreams) هي أغنية بالإنجليزية والكورية للرابر الأمريكي جوس ورلد والرابر الكوري الجنوبي شوقا عضو فرقة بي تي أس. تم إصدار الأغنية رقمياً في 10 ديسمبر 2021. وهذه هي ثاني مرّة يتعاون فيها جوس ورلد مع بي تي اس إذ أنهم قاموا بإصدار أغنية معاً في 2019 بعنوان (طوال الليل) وهي أغنية لبي تي اس من ألبوم (BTS العالم: الصوت الأصلي).

## الخلفية والإصدار
حدث التعاون الأول بين شوقا وجوس ورلد في 2019 في أغنية All Night من ألبوم BTS World: Original Soundtrack. وفي يوليو 2021، تم نشر مقطع صغير تشويقي للأغنية على الإنستغرام من قِبل الشريك المؤسس لشركة Grade A للإنتاج «ليل بيبي». تم الإعلان رسمياً عن إصدار الأغنية وكونها تعاوناً بين جوس ورلد وشوقا في 9 ديسمبر 2021  وأُصدرت بعدها بيوم في 10 ديسمبر في مختلَف المنصات كالسينغل الترويجي الأول لألبوم جوس ورلد.

## الكلمات
تسرد الأغنية قصة وقوع جوس ورلد بالحب مع شخصٍ ما بينما شوقا يغني عن افتراقهما بسبب عدم مقدرتهما على تقدير الحب الحاصل بينهما. كما أن جوس ورلد يشير إلى أغنية جون لجند All of Me في المقطع الأول والمقطع الرئيسي من الأغنية.

## المخططات
| المخطط                                             | أعلى مركز | المصدر |
| -------------------------------------------------- | --------- | ------ |
| أستراليا (أريا تشارتس)                             | 84        | [ 10 ] |
| إيرلندا (ترتيب أغاني أيرلندا)                      | 68        | [ 11 ] |
| المجر (اتحاد شركات التسجيلات المجرية)              | 10        | [ 12 ] |
| الولايات المتحدة / بيلبورد هوت 100                 | 29        | [ 13 ] |
| الولايات المتحدة / Hot R&B/Hip-Hop Songs (بيلبورد) | 3         | [ 13 ] |
| كندا (كاناديان هوت 100)                            | 56        | [ 13 ] |
| ليتوانيا (AGATA)                                   | 55        | [ 14 ] |
| مخطط بيلبورد العالمي 200                           | 37        | [ 13 ] |
| نيوزيلندا (ريكورديد ميوزك إن زيت)                  | 3         | [ 15 ] |

## تاريخ الإصدار
| المنطقة | التاريخ        | الصيغة                   | الجهة                    | المصدر |
| ------- | -------------- | ------------------------ | ------------------------ | ------ |
| عالمياً  | 10 ديسمبر 2021 | تحميل موسيقي رقمي إستماع | إنترسكوب ريكوردز Grade A | [ 2 ]  |

1. ↑  Nast, Condé (10 Dec 2021). "Juice WRLD & Suga Drop Heartfelt Song "Girl of My Dreams"". Teen Vogue (بالإنجليزية الأمريكية). Archived from the original on 2021-12-11. Retrieved 2021-12-13.
2. 1 2  "[Today's K-pop] BTS' Suga featured in Juice WRLD's new posthumous album". m.koreaherald.com. مؤرشف من الأصل في 2021-12-11. اطلع عليه بتاريخ 2021-12-13.
3. 1 2  ""Girl Of My Dreams" (with Suga from BTS) Digital Single – Juice WRLD | 999 CLUB". web.archive.org. 11 ديسمبر 2021. مؤرشف من الأصل في 2021-12-11. اطلع عليه بتاريخ 2021-12-13.{{استشهاد ويب}}:  صيانة الاستشهاد: BOT: original URL status unknown (link)
4. ↑  "Suga & RM's New Song For BTS World Is Going To Be Every '90s Kid's Jam". Elite Daily (بالإنجليزية). Archived from the original on 2021-12-11. Retrieved 2021-12-13.
5. ↑  "Juice WRLD's posthumous song with BTS' Suga surprises fans: 'Result is a masterpiece'". meaww.com (بالإنجليزية). Archived from the original on 2021-12-11. Retrieved 2021-12-13.
6. ↑  ""Juice WRLD's 'Fighting Demons' Album Cover and Tracklist Are Here"". www.complex.com. مؤرشف من الأصل في 2021-12-11.
7. ↑  "Suga y Juice WRLD estrenan Girl Of My Dreams, letra en español". Nación Rex (بالإسبانية). Archived from the original on 2021-12-12. Retrieved 2021-12-13.
8. ↑  "BTS' Suga's Verse In Juice WRLD's "Girl Of My Dreams" Is So Emotional". Elite Daily (بالإنجليزية). Archived from the original on 2021-12-12. Retrieved 2021-12-13.
9. ↑  "Juice WRLD, Suga Of BTS 'Girl Of My Dreams' lyrics meaning explained". Capital XTRA (بالإنجليزية). Archived from the original on 2021-12-11. Retrieved 2021-12-13.
10. ↑  "Australian Recording Industry Association (ARIA) – United by Music". www.aria.com.au (بالإنجليزية). Archived from the original on 2021-12-24. Retrieved 2021-12-24.
11. ↑  "IRMA - Irish Charts". www.irma.ie. مؤرشف من الأصل في 2021-02-04. اطلع عليه بتاريخ 2021-12-24.
12. ↑  "Single Top 40 slágerlista - Hivatalos magyar slágerlisták". slagerlistak.hu. مؤرشف من الأصل في 2021-12-23. اطلع عليه بتاريخ 2021-12-24.
13. 1 2 3 4  "Juice WRLD". Billboard (بالإنجليزية الأمريكية). Archived from the original on 2021-12-22. Retrieved 2021-12-24.
14. ↑  "2021 50-os savaitės klausomiausi (TOP 100)". Agata (بlt-LT). Archived from the original on 2021-12-17. Retrieved 2021-12-24.{{استشهاد ويب}}:  صيانة الاستشهاد: لغة غير مدعومة (link)
15. ↑  "The Official New Zealand Music Chart". THE OFFICIAL NZ MUSIC CHART (بالإنجليزية). Archived from the original on 2021-12-19. Retrieved 2021-12-24.